# منطقة مركز درعا
منطقة  درعا منطقة سورية إدارية تتبع محافظة درعا ومركزها مدينة درعا، بلغ تعداد سكان المنطقة ما يقارب 720215 نسمة حسب التعداد السكاني لعام 2024.

## نواحي منطقة  درعا
- ناحية مركز درعا
- ناحية بصرى الشام
- ناحية الجيزة
- ناحية خربة غزالة
- ناحية داعل
- ناحية الشجرة
- ناحية مزيريب
- ناحية المسيفرة